# Кук, Элиза
Элиза Кук (англ. Eliza Cook; 24 декабря 1818 — 23 сентября 1889, Уимблдон, Лондон) — английская поэтесса.

## Биография и творчество
Элиза Кук родилась в 1818 году в семье медника, была младшей из одиннадцати детей.
В 1835 году опубликовала первый сборник стихотворений: «Lays of a Wild Harp», за которым в 1838, 1864 и 1865 годах последовали другие. С 1849 по 1854 годы издавала журнал: Eliza Cook’s Journal и большую часть статей, напечатанных в нём, издала позже отдельно под заглавием «Jottings from my Journal» (1860).
В 1865 году напечатала «Diamond Dust», собрание афоризмов и сентенций. Некоторые её стихотворения продолжительное время перепечатывались в школьных и иных хрестоматиях (например, «The English man», «The Rover’s Song»).